# Два брата (пьеса)
«Два брата» — романтическая драма Михаила Лермонтова, написанная в 1834—1836 годах. Впервые опубликована после его смерти, в 1880 году.

## Сюжет
В основе сюжета традиционный для романтической литературы мотив — конфликт между двумя братьями, являющими собой взаимные противоположности. Юрий Радин — идеалист, Александр — человек разочарованный, воплощение зла. Ещё один важный мотив — встреча главного героя с любимой, которая стала женой другого (он автобиографичен).

## История текста и восприятие
Фрагмент пьесы и пересказ её содержания были опубликованы в 1857 году, полный текст пьесы был впервые издан в 1880, в сборнике «Юношеские драмы М. Ю. Лермонтова». На сцене «Двух братьев» впервые поставили в 1915 году, причём режиссёром был Всеволод Мейерхольд.
Литературоведы видят в пьесе попытку изобразить два обобщённых типа романтического героя. «Два брата» стали последней пьесой Лермонтова и предварили собой появление романов «Княгиня Лиговская» (в нём повторяется автобиографическая сюжетная линия из драмы) и «Герой нашего времени».